# Traun i Bayern
Traun er en flod i Oberbayern i Tyskland og en biflod til Alz med en længde på 45 km.
Den har sit udspring ved Siegsdorf hvor kildefloderne Weiße Traun i Ruhpolding og Rote Traun i Inzell løber sammen. Begge disse har kilder i Cheimgauer Alperne. Ved Altenmarkt munder den ud  i Alz, som er en biflod til Inn.
48°00′31″N 12°32′11″Ø / 48.0085°N 12.5364°Ø